# Муридке
Муридке (урд. مُرِيدكے) је град у Пакистану у покрајини Панџаб. Према процени из 2006. у граду је живело 174.139 становника.

## Становништво
Према процени, у граду је 2006. живело 174.139 становника.
| 1981.  | 1998.   | 2006.   |
| ------ | ------- | ------- |
| 35.419 | 108.578 | 174.139 |